# Тірон Альона Димитріївна
Альона Димитріївна Тірон, до шлюбу Богачова, в першому шлюбі Михальцова (нар. 8 грудня 1993, Новосибірськ, Росія) — російська регбістка, захисниця команди ЦСКА і капітан національної збірної з регбі-7. Чемпіонка Європи 2014, 2016, 2017, 2018, 2019 і 2021 років. Заслужений майстер спорту Росії.

## Біографія
Альона Богачова народилася 8 грудня 1993 в Новосибірську. З 15 років почала займатися легкою атлетикою. Виборювала срібну та бронзову медалі чемпіонату Росії. Ще у 2011 році Володимир Миколайович Демонов, менеджер клубу «Єнісей-СТМ», побачив її виступ на змаганнях Сибірського федерального округу в Омську і запропонував їй перейти в регбі, але вона відмовилася. У березні 2013 року, закінчивши училище олімпійського резерву, Альона переїхала в Красноярськ і почала займатися регбі. Їй запропонував перехід тренер клубу «Єнісей-СТМ» Максим Зальцман. 1 травня 2013 року вона стала гравцем красноярської команди. Навчалася в Сибірському федеральному університеті, у складі його команди стала срібною призеркою ІІІ літньої спартакіади молоді Росії.
До збірної Росії з регбі-7 уперше була запрошена наприкінці 2013 року, перед етапом Світової серії з регбі-7 в Дубаї, але через травму стопи не поїхала. У січні 2014 року вперше прибула на збір національної команди і, швидко адаптувавшись до умов, потрапила до заявки на Світову серію і дебютувала на наступному етапі. У складі російської збірної п'ять разів вигравала чемпіонат Європи з регбі-7: в 2014 році Альона відіграла обидва етапи без замін і здобула своє перше європейське «золото». Через травми не зіграла на Дублінському кваліфікаційному турнірі на Олімпіаду в Ріо-де-Жанейро, в якому російська збірна зазнала поразки, програвши вирішальну зустріч іспанкам. Того ж року Альона була дискваліфікована за вживання мельдонію, оскарживши дискваліфікацію через багато місяців і домігшись повного виправдання.
У 2016, 2017 і 2018 роках Альона була номінована на приз найкориснішого гравця (MVP) Світової серії з регбі-7, але виграла його тільки в сезоні 2018/2019, обійшовши суперниць з великою перевагою. До кінця Світової серії з регбі-7 сезону 2017/2018 в активі Олени були 84 ігри і 366 очок (70 спроб), в кінці сезону 2018/2019 — 120 ігор і 451 очки (87 спроб і 8 реалізацій), наприкінці 2019 року — 133 ігри і 483 очки (у тому числі 93 спроби). Обрана капітаном збірної у грудні 2017 року.

## Стиль гри
Вважає важливою командну гру в кожному матчі і воліє віддати пас. Відрізняється агресивною грою в захисті, часто успішно бореться за м'яч в ракі. В атаці здійснює багато проривів лінії захисту суперника, стала знайома своїми передачами через захват, завдяки яким часто зламуються оборонні ряди суперниць. Своєю найкращою напарницею вона називає Олену Здрокову, яку Тирон сама привела в регбі. Її першою ігровою позицією була крайня трьочетвертна (вінгер). Пізніше вона перейшла на позицію центральної трьохчетвертної, на якій вона виконує великий обсяг роботи як в атаці, так і в захисті.

## Особисте життя
Мати Альони за освітою — математикиня.
Перший чоловік — Олексій Михальцов, регбіст клубу «Єнісей-СТМ», в минулому легкоатлет. Другий чоловік — гравець московського «Торпедо» та відеоаналітик збірної Росії Ілля Тірон, весілля відбулося 12 жовтня 2019 року; проживають в Зеленограді. Альона Тірон відрізняється на полі яскравою зовнішністю, особливо своїми різнобарвними косами.
Входить до редакційної ради журналу «Rugby».

## Досягнення в легкій атлетиці
- Чемпіонат Росії 2012: 
  - срібна медаль (Естафета 400+300+200+100 м);
  - бронзова медаль (Естафета 800+400+200+100 м).

## Досягнення в регбі

### Внутрішньоросійські турніри
- Чемпіонка Росії: 2017
- Бронзова призерка чемпіонату Росії: 2013, 2019
- Срібна призерка чемпіонату Росії: 2015, 2016, 2018
- Фіналістка кубку Росії: 2015, 2017

### Збірні Росії
- Чемпіонка Європи з регбі-7 (6): 2014, 2016, 2017, 2018, 2019, 2021
- Срібна призерка чемпіонату Європи з регбі-7 (1): 2015
- Бронзова призерка чемпіонату Європи з регбі-15 (1): 2016

### Персональні
- Членкиня символічної збірної світу першого етапу Світової серії сезону 2015/2016
- Членкиня символічної збірної етапу Світової серії в Японії 2017/2018
- П'ятиразова володарка призу найціннішого гравця етапів Світової серії (у тому числі в сезоні 2017/2018: Дубай, Кітакюсю)[15][16][17]
- MVP Світової серії з регбі-7 2018/2019[18]
- Регбістка року в Росії: 2017